# سار تریسترام
سار تریسترام (نام علمی: Onychognathus tristramii) نام یک گونه از تیره سار است.

## نگارخانه

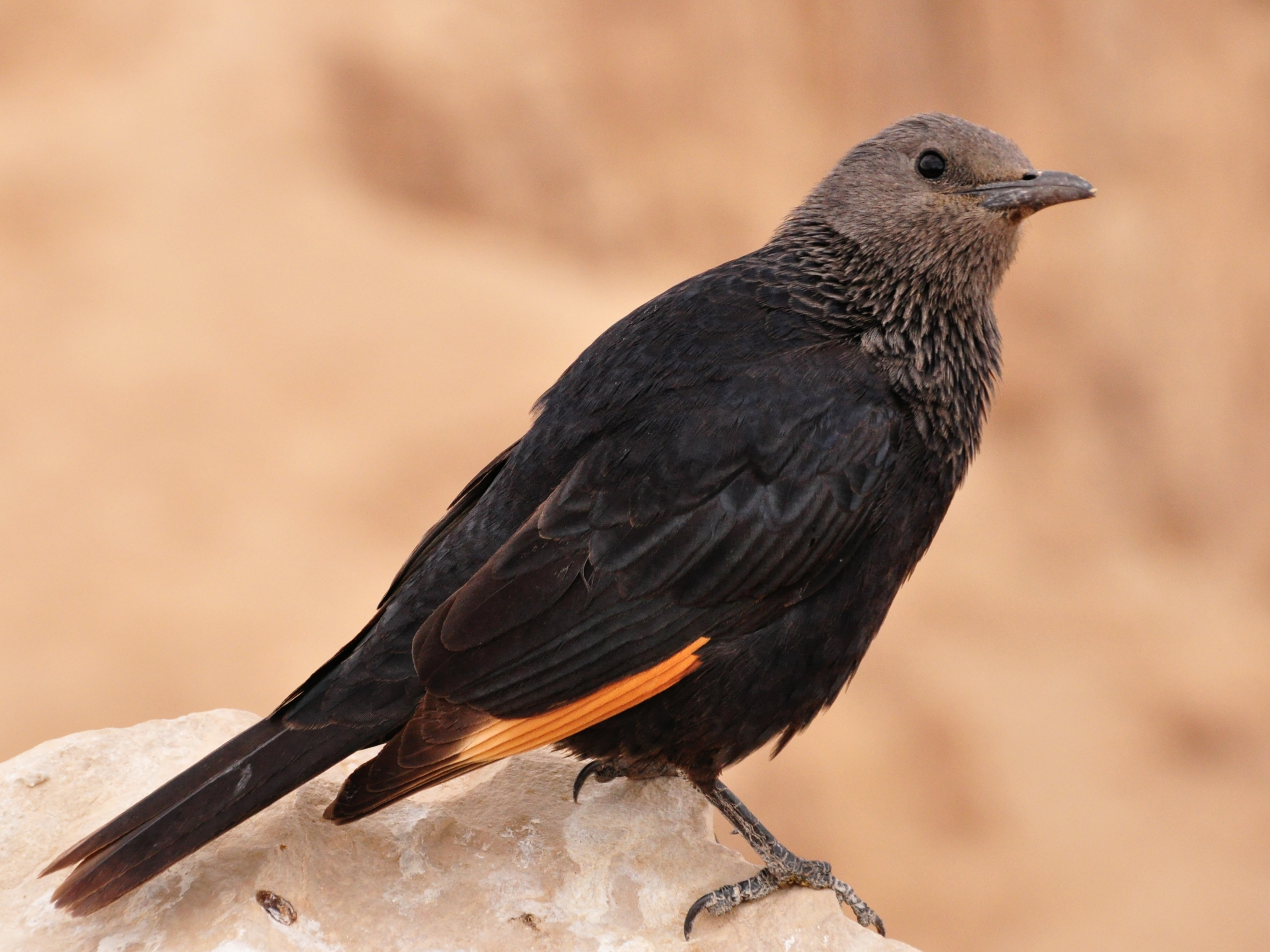
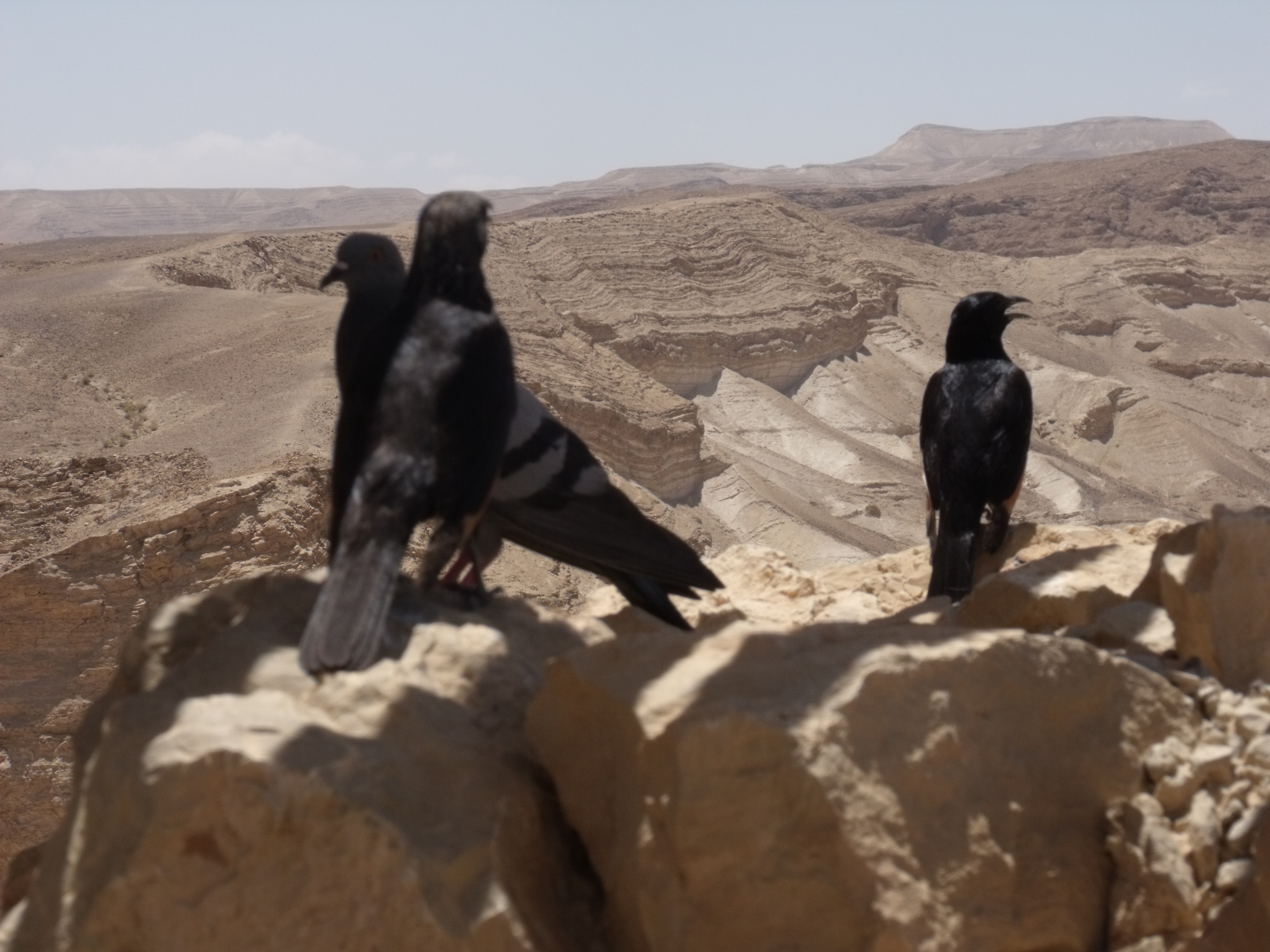